# Liste der Kulturgüter in Vaulruz
Die Liste der Kulturgüter in Vaulruz enthält alle Objekte in der Gemeinde Vaulruz im Kanton Freiburg, die gemäss der Haager Konvention zum Schutz von Kulturgut bei bewaffneten Konflikten, dem Bundesgesetz vom 20. Juni 2014 über den Schutz der Kulturgüter bei bewaffneten Konflikten sowie der Verordnung vom 29. Oktober 2014 über den Schutz der Kulturgüter bei bewaffneten Konflikten unter Schutz stehen.
Objekte der Kategorie A sind im Gemeindegebiet nicht ausgewiesen, Objekte der Kategorie B sind vollständig in der Liste enthalten, Objekte der Kategorie C fehlen zurzeit (Stand: 1. Januar 2023).

## Kulturgüter
| Foto |                                                                                              | Objekt | Kat. | Typ | Standort                            | Beschreibung |
| ---- | -------------------------------------------------------------------------------------------- | --- | ---- | --- | ----------------------------------- | ------------ |
| ja   | Datei hochladen · Wikidata zu Schloss Vaulruz (Q29698908)                                    | Schloss der Herren von Vaulruz, dann Landvogtresidenz / Château des seigneurs de Vaulruz puis résidence baillivale KGS-Nr.: 02340 | B    | G   | Le Château 1 565965 / 163815        |              |
| ja   | Datei hochladen · Wikidata zu Pfarrkirche Sainte-Marguerite (Q29698925)                      | Pfarrkirche Sainte-Marguerite / Église paroissiale Sainte-Marguerite KGS-Nr.: 02341                                               | B    | G   | Rue du Château 32 565880 / 163720   |              |
| ja   | Datei hochladen · Wikidata zu Kapelle von St. Protais, bekannt als Bellefontaine (Q29698893) | Kapelle St. Protais, genannt Bellefontaine / Chapelle Saint-Protais dite de Bellefontaine KGS-Nr.: 13270                          | B    | G   | Vers-la-Chapelle 16 565455 / 163711 |              |